# Stor-Ormtjärnen, Västerbotten
Stor-Ormtjärnen är en sjö i Skellefteå kommun i Västerbotten och ingår i Sävaråns huvudavrinningsområde. Sjön har en area på 0,0875 kvadratkilometer och ligger 257,2 meter över havet.

## Delavrinningsområde
Stor-Ormtjärnen ingår i det delavrinningsområde (716363-169658) som SMHI kallar för Inloppet i Stor-Krokvattnet. Medelhöjden är 255 meter över havet och ytan är 4,46 kvadratkilometer. Det finns inga avrinningsområden uppströms utan avrinningsområdet är högsta punkten. Norsån som avvattnar avrinningsområdet har biflödesordning 2, vilket innebär att vattnet flödar genom totalt 2 vattendrag innan det når havet efter 103 kilometer. Avrinningsområdet består mestadels av skog (79 procent). Avrinningsområdet har 0,65 kvadratkilometer vattenytor vilket ger det en sjöprocent på 14,6 procent.